# Stiftungsfinanzierungsgesetz
Das Gesetz zur Finanzierung politischer Stiftungen aus dem Bundeshaushalt, abgekürzt Stiftungsfinanzierungsgesetz – StiftFinG, ist ein deutsches Bundesgesetz  zur Regelung der Finanzierung von parteinahen Stiftungen aus dem Bundeshaushalt.

## Hintergrund
Parteinahe Stiftungen erhalten erhebliche staatliche Fördermittel. Diese wurden seit dem Urteil des Bundesverfassungsgerichts (BVerfG) vom
19. Juli 1966 zur Parteienfinanzierung in den Bundeshauhaltsplänen ausgewiesen. Die AfD sah sich benachteiligt, da für ihre parteinahe Desiderius-Erasmus-Stiftung keine Mittel ausgewiesen wurden, während andere parteinahe Stiftungen insgesamt rund 650 Mio. Euro erhielten. Ein Antrag der AfD auf Erlass einer einstweiligen Anordnung beim BVerfG blieb jedoch erfolglos.
Im Hauptsacheverfahren billigte das BVerfG der AfD für das Haushaltsjahr 2019 eine Berücksichtigung bei der Ausreichung von Globalzuschüssen zur gesellschaftspolitischen und demokratischen Bildungsarbeit aus Kapitel 0601 Titel 685 12 - 144 für politische Stiftungen zu. Eingriffe in das Recht auf Chancengleichheit der politischen Parteien aus Art. 21 Abs. 1 Satz 1 GG bedürften einer gesetzlichen Grundlage. Der Notwendigkeit einer besonderen gesetzlichen Regelung für staatliche Leistungen, die sich erheblich auf die chancengleiche Teilnahme der Parteien am politischen Wettbewerb auswirken, werde durch den Erlass eines Haushaltsgesetzes jedoch nicht genügt.
Als Reaktion verabschiedete der Bundestag das Stiftungsfinanzierungsgesetz, welches der Finanzierung eine gesicherte Rechtsgrundlage gibt.
Am 10. November 2023 wurde der Gesetzentwurf der Fraktionen von SPD, CDU/CSU, Bündnis 90/Die Grünen und FDP „zur Finanzierung politischer Stiftungen aus dem Bundeshaushalt“ beschlossen, der Gesetzentwurf der AfD-Fraktion „über die Rechtsstellung und die Finanzierung parteinaher Stiftungen“ dagegen mit breiter Mehrheit abgelehnt.

## Gesetzesinhalt
Um gefördert zu werden, muss eine Partei:
- mindestens dreimal hintereinander in Fraktionsstärke im Bundestag vertreten sein
- nicht von der staatlichen Parteienfinanzierung ausgeschlossen sein
- Gewähr bieten, insgesamt für die freiheitliche demokratische Grundordnung sowie für den Gedanken der Völkerverständigung aktiv einzutreten[9]

Die Finanzierung richtet sich nach dem Durchschnitt der Wahlergebnisse der letzten vier Bundestagswahlen.